# Campionatul Mondial de Handbal Feminin pentru Tineret din 2018 - Barajele de calificare
Calificările europene pentru Campionatul Mondial de Handbal Feminin pentru Tineret din 2018, care se va desfășura în Ungaria, au avut loc între 23 și 25 martie 2018. În total, 30 de echipe din federații membre ale EHF s-au înscris pentru a lua parte la calificări, dar Ungaria, gazda din 2018, precum și Franța, Rusia și Danemarca, echipe clasate pe primele trei locuri la CE U19 din 2017, au fost calificate automat la campionatul mondial. Cele 26 de echipe rămase au fost distribuite în șapte grupe în care au concurat pentru cele nouă locuri disponibile care le permit să participe la turneul final.

## Distribuția

### Tragerea la sorți
Tragerea la sorți s-a desfășurat pe 21 noiembrie 2017, la ora locală 11:00, la sediul EHF din Viena, în Austria, și a fost transmisă în direct pe canalul YouTube al ehfTV și pe pagina de Facebook a EHF. Extragerea a fost precedată de tragerea la sorți pentru șaisprezecimile Cupei Challenge.
Tot în cadrul acestei ceremonii au fost acordate și drepturile de găzduire a grupelor de calificare.

### Distribuția în urnele valorice
Cele 26 de echipe au fost distribuite în trei urne valorice pe baza coeficienților EHF și au fost apoi extrase în șapte grupe de calificare. Distribuția echipelor în urnele valorice a fost anunțată pe 15 noiembrie 2017. Echipele clasate pe primele două locuri în grupele 1–2 și câștigătoarele grupelor 3–7 s-au calificat la Campionatul Mondial.
| Urna 1 | Urna a 2-a                                                                                    | Urna a 3-a                                        |
| --- | --------------------------------------------------------------------------------------------- | ------------------------------------------------- |
| Germania · Țările de Jos · Norvegia · Muntenegru · România · Suedia · Spania · Slovenia · Croația · Portugalia · Serbia · Macedonia de Nord | Grecia · Polonia · Elveția · Austria · Insulele Feroe · Islanda · Slovacia · Turcia · Ucraina | Cehia · Georgia · Lituania · Bulgaria · Kosovo[a] |

### Rezultatele extragerii
În urma tragerii la sorți au rezultat următoarele grupe:
| Grupa 1                                  | Grupa a 2-a                           | Grupa a 3-a                              | Grupa a 4-a                                       | Grupa a 5-a                              | Grupa a 6-a                        | Grupa a 7-a                   |
| ---------------------------------------- | ------------------------------------- | ---------------------------------------- | ------------------------------------------------- | ---------------------------------------- | ---------------------------------- | ----------------------------- |
| Portugalia · Spania · Austria · Bulgaria | Croația · România · Ucraina · Georgia | Țările de Jos · Suedia · Polonia · Cehia | Macedonia de Nord · Germania · Islanda · Lituania | Norvegia · Serbia · Slovacia · Kosovo[a] | Slovenia · Turcia · Insulele Feroe | Muntenegru · Elveția · Grecia |

## Grupele de calificare
|  | Echipe calificate la Campionatul Mondial U20 din 2018 |
|  | Echipe necalificate                                   |
|  | Echipă exclusă din calificări[b]                      |

### Grupa 1
Meciurile acestei grupe au fost găzduite de Portugalia, la São Romão Leiria, și au fost difuzate în direct pe internet de platforma Andebol TV.
| Echipa             | M | V | E | Î | GM | GP | G   | Pct |
| ------------------ | - | - | - | - | -- | -- | --- | --- |
| Spania             | 3 | 2 | 0 | 1 | 96 | 67 | +29 | 4   |
| Portugalia (Gazdă) | 3 | 2 | 0 | 1 | 84 | 64 | +20 | 4   |
| Austria            | 3 | 2 | 0 | 1 | 76 | 73 | +3  | 4   |
| Bulgaria           | 3 | 0 | 0 | 3 | 42 | 94 | −52 | 0   |

| 23 martie 2018 18:45 | Austria    | 26 - 14 | Bulgaria   | Centro Desportivo Juve Lis, São Romão Leiria Asistență: 350 Arbitri: Pîrvu, Potîrniche |
| 23 martie 2018 18:45 | Neidhart 6 | (13-6)  | Todorova 7 | Centro Desportivo Juve Lis, São Romão Leiria Asistență: 350 Arbitri: Pîrvu, Potîrniche |
| 23 martie 2018 18:45 | 3×         | Cronică | 5× 3×      | Centro Desportivo Juve Lis, São Romão Leiria Asistență: 350 Arbitri: Pîrvu, Potîrniche |

| 23 martie 2018 21:00 | Portugalia    | 28 - 25 | Spania  | Centro Desportivo Juve Lis, São Romão Leiria Asistență: 900 Arbitri: Martens, Verdonck |
| 23 martie 2018 21:00 | Faria Sousa 7 | (16-12) | Rojas 6 | Centro Desportivo Juve Lis, São Romão Leiria Asistență: 900 Arbitri: Martens, Verdonck |
| 23 martie 2018 21:00 | 6× 2×         | Cronică | 3× 2×   | Centro Desportivo Juve Lis, São Romão Leiria Asistență: 900 Arbitri: Martens, Verdonck |

| 24 martie 2018 16:00 | Spania              | 34 - 13 | Bulgaria   | Centro Desportivo Juve Lis, São Romão Leiria Asistență: 350 Arbitri: Martens, Verdonck |
| 24 martie 2018 16:00 | Vegué Pena, Rojas 5 | (16-6)  | Todorova 4 | Centro Desportivo Juve Lis, São Romão Leiria Asistență: 350 Arbitri: Martens, Verdonck |
| 24 martie 2018 16:00 | 2×                  | Cronică | 7× 2× 1×   | Centro Desportivo Juve Lis, São Romão Leiria Asistență: 350 Arbitri: Martens, Verdonck |

| 24 martie 2018 18:15 | Portugalia     | 22 - 24 | Austria    | Centro Desportivo Juve Lis, São Romão Leiria Asistență: 700 Arbitri: Pîrvu, Potîrniche |
| 24 martie 2018 18:15 | Faria Sousa 10 | (11-15) | Neidhart 7 | Centro Desportivo Juve Lis, São Romão Leiria Asistență: 700 Arbitri: Pîrvu, Potîrniche |
| 24 martie 2018 18:15 | 7× 3×          | Cronică | 4×         | Centro Desportivo Juve Lis, São Romão Leiria Asistență: 700 Arbitri: Pîrvu, Potîrniche |

| 25 martie 2018 14:30 | Spania  | 37 - 26 | Austria    | Centro Desportivo Juve Lis, São Romão Leiria Asistență: 300 Arbitri: Martens, Verdonck |
| 25 martie 2018 14:30 | Rojas 9 | (17-15) | Neidhart 8 | Centro Desportivo Juve Lis, São Romão Leiria Asistență: 300 Arbitri: Martens, Verdonck |
| 25 martie 2018 14:30 | 2× 3×   | Cronică | 3× 2×      | Centro Desportivo Juve Lis, São Romão Leiria Asistență: 300 Arbitri: Martens, Verdonck |

| 25 martie 2018 16:45 | Bulgaria   | 15 - 34 | Portugalia | Centro Desportivo Juve Lis, São Romão Leiria Asistență: 700 Arbitri: Pîrvu, Potîrniche |
| 25 martie 2018 16:45 | Ghenceva 6 | (8-15)  | Monteiro 7 | Centro Desportivo Juve Lis, São Romão Leiria Asistență: 700 Arbitri: Pîrvu, Potîrniche |
| 25 martie 2018 16:45 | 3×         | Cronică | 5× 3×      | Centro Desportivo Juve Lis, São Romão Leiria Asistență: 700 Arbitri: Pîrvu, Potîrniche |

### Grupa a 2-a
Meciurile acestei grupe au fost găzduite de România, în Sala Polivalentă din Cluj-Napoca, și au fost transmise în direct de Televiziunea Română.
| Echipa          | M | V | E | Î | GM | GP  | G   | Pct |
| --------------- | - | - | - | - | -- | --- | --- | --- |
| România (Gazdă) | 3 | 3 | 0 | 0 | 93 | 65  | +28 | 6   |
| Croația         | 3 | 2 | 0 | 1 | 87 | 74  | +13 | 4   |
| Ucraina         | 3 | 1 | 0 | 2 | 87 | 73  | +14 | 2   |
| Georgia         | 3 | 0 | 0 | 3 | 47 | 102 | −55 | 0   |

| 23 martie 2018 11:00 | Ucraina | 37 - 16 | Georgia        | Sala Polivalentă, Cluj-Napoca Asistență: 100 Arbitri: Merz, Schilha |
| 23 martie 2018 11:00 | Hotra 8 | (21-9)  | Kunelashvili 8 | Sala Polivalentă, Cluj-Napoca Asistență: 100 Arbitri: Merz, Schilha |
| 23 martie 2018 11:00 | 2× 3×   | Cronică | 6× 3×          | Sala Polivalentă, Cluj-Napoca Asistență: 100 Arbitri: Merz, Schilha |

| 23 martie 2018 16:00 | Croația   | 25 - 33 | România | Sala Polivalentă, Cluj-Napoca Asistență: 300 Arbitri: Krause-Kjær, Pedersen |
| 23 martie 2018 16:00 | Čivljak 5 | (14-17) | Tîrcă 9 | Sala Polivalentă, Cluj-Napoca Asistență: 300 Arbitri: Krause-Kjær, Pedersen |
| 23 martie 2018 16:00 | 1× 3×     | Cronică | 1×      | Sala Polivalentă, Cluj-Napoca Asistență: 300 Arbitri: Krause-Kjær, Pedersen |

| 24 martie 2018 11:00 | Croația    | 29 - 23 | Ucraina  | Sala Polivalentă, Cluj-Napoca Asistență: 100 Arbitri: Merz, Schilha |
| 24 martie 2018 11:00 | Japundža 7 | (13-14) | Hotra 7  | Sala Polivalentă, Cluj-Napoca Asistență: 100 Arbitri: Merz, Schilha |
| 24 martie 2018 11:00 | 7× 4×      | Cronică | 2× 3× 1× | Sala Polivalentă, Cluj-Napoca Asistență: 100 Arbitri: Merz, Schilha |

| 24 martie 2018 16:00 | România    | 32 - 13 | Georgia    | Sala Polivalentă, Cluj-Napoca Asistență: 400 Arbitri: Krause-Kjær, Pedersen |
| 24 martie 2018 16:00 | Târșoagă 5 | (17-7)  | Venetski 4 | Sala Polivalentă, Cluj-Napoca Asistență: 400 Arbitri: Krause-Kjær, Pedersen |
| 24 martie 2018 16:00 | 1× 2×      | Cronică | 1×         | Sala Polivalentă, Cluj-Napoca Asistență: 400 Arbitri: Krause-Kjær, Pedersen |

| 25 martie 2018 11:00 | România | 28 - 27 | Ucraina            | Sala Polivalentă, Cluj-Napoca Asistență: 400 Arbitri: Krause-Kjær, Pedersen |
| 25 martie 2018 11:00 | Tîrcă 8 | (16-16) | Aksonova, Poliak 7 | Sala Polivalentă, Cluj-Napoca Asistență: 400 Arbitri: Krause-Kjær, Pedersen |
| 25 martie 2018 11:00 | 2× 1×   | Cronică | 2×                 | Sala Polivalentă, Cluj-Napoca Asistență: 400 Arbitri: Krause-Kjær, Pedersen |

| 25 martie 2018 14:00 | Georgia    | 18 - 33 | Croația    | Sala Polivalentă, Cluj-Napoca Asistență: 100 Arbitri: Merz, Schilha |
| 25 martie 2018 14:00 | Chokheli 4 | (6-16)  | Japundža 8 | Sala Polivalentă, Cluj-Napoca Asistență: 100 Arbitri: Merz, Schilha |
| 25 martie 2018 14:00 | 6× 3×      | Cronică | 1× 2×      | Sala Polivalentă, Cluj-Napoca Asistență: 100 Arbitri: Merz, Schilha |

### Grupa a 3-a
Meciurile acestei grupe au fost găzduite de Suedia, la Trollhättan, și au fost difuzate în direct pe internet de saitul www.ttela.se.
| Echipa         | M | V | E | Î | GM | GP | G   | Pct |
| -------------- | - | - | - | - | -- | -- | --- | --- |
| Țările de Jos  | 3 | 2 | 1 | 0 | 99 | 65 | +34 | 5   |
| Suedia (Gazdă) | 3 | 2 | 1 | 0 | 83 | 71 | +12 | 5   |
| Cehia          | 3 | 1 | 0 | 2 | 68 | 87 | −19 | 2   |
| Polonia        | 3 | 0 | 0 | 3 | 63 | 90 | −27 | 0   |

| 23 martie 2018 18:00 | Țările de Jos | 35 - 20 | Polonia      | Arena Älvhögsborg, Trollhättan Asistență: 323 Arbitri: Backović, Palačković |
| 23 martie 2018 18:00 | Housheer 9    | (18-13) | Więckowska 5 | Arena Älvhögsborg, Trollhättan Asistență: 323 Arbitri: Backović, Palačković |
| 23 martie 2018 18:00 | 6× 2×         | Cronică | 8× 3× 1×     | Arena Älvhögsborg, Trollhättan Asistență: 323 Arbitri: Backović, Palačković |

| 23 martie 2018 20:00 | Suedia            | 29 - 22 | Cehia        | Arena Älvhögsborg, Trollhättan Asistență: 527 Arbitri: Mertinian, Syrepisios |
| 23 martie 2018 20:00 | Thorleifsdóttir 6 | (12-10) | Galušková 11 | Arena Älvhögsborg, Trollhättan Asistență: 527 Arbitri: Mertinian, Syrepisios |
| 23 martie 2018 20:00 | 6× 3×             | Cronică | 7× 4×        | Arena Älvhögsborg, Trollhättan Asistență: 527 Arbitri: Mertinian, Syrepisios |

| 24 martie 2018 15:00 | Cehia       | 19 - 38 | Țările de Jos  | Arena Älvhögsborg, Trollhättan Asistență: 252 Arbitri: Backović, Palačković |
| 24 martie 2018 15:00 | Galušková 5 | (5-17)  | van Wetering 8 | Arena Älvhögsborg, Trollhättan Asistență: 252 Arbitri: Backović, Palačković |
| 24 martie 2018 15:00 | 6× 4×       | Cronică | 6× 3×          | Arena Älvhögsborg, Trollhättan Asistență: 252 Arbitri: Backović, Palačković |

| 24 martie 2018 17:00 | Polonia     | 23 - 28 | Suedia                     | Arena Älvhögsborg, Trollhättan Asistență: 475 Arbitri: Mertinian, Syrepisios |
| 24 martie 2018 17:00 | Płomińska 6 | (12-16) | Larsson, Thorleifsdóttir 5 | Arena Älvhögsborg, Trollhättan Asistență: 475 Arbitri: Mertinian, Syrepisios |
| 24 martie 2018 17:00 | 2× 4×       | Cronică | 6× 4×                      | Arena Älvhögsborg, Trollhättan Asistență: 475 Arbitri: Mertinian, Syrepisios |

| 25 martie 2018 10:00 | Polonia      | 20 - 27 | Cehia       | Arena Älvhögsborg, Trollhättan Asistență: 237 Arbitri: Mertinian, Syrepisios |
| 25 martie 2018 10:00 | Więckowska 6 | (8-13)  | Galušková 8 | Arena Älvhögsborg, Trollhättan Asistență: 237 Arbitri: Mertinian, Syrepisios |
| 25 martie 2018 10:00 | 3×           | Cronică | 4×          | Arena Älvhögsborg, Trollhättan Asistență: 237 Arbitri: Mertinian, Syrepisios |

| 25 martie 2018 12:00 | Țările de Jos | 26 - 26 | Suedia    | Arena Älvhögsborg, Trollhättan Asistență: 482 Arbitri: Backović, Palačković |
| 25 martie 2018 12:00 | Freriks 9     | (13-15) | Larsson 6 | Arena Älvhögsborg, Trollhättan Asistență: 482 Arbitri: Backović, Palačković |
| 25 martie 2018 12:00 | 5× 4×         | Cronică | 2× 3×     | Arena Älvhögsborg, Trollhättan Asistență: 482 Arbitri: Backović, Palačković |

### Grupa a 4-a
Meciurile acestei grupe au fost găzduite de Islanda, la Vestmannaeyjar. La orele de desfășurare a meciurilor a fost disponibil un live ticker. De asemenea, partidele au fost transmise în direct și înregistrat pe canalul YouTube al Federației Islandeze de Handbal.
| Echipa            | M | V | E | Î | GM | GP | G   | Pct |
| ----------------- | - | - | - | - | -- | -- | --- | --- |
| Germania          | 3 | 3 | 0 | 0 | 96 | 51 | +45 | 6   |
| Islanda (Gazdă)   | 3 | 2 | 0 | 1 | 91 | 63 | +28 | 4   |
| Lituania          | 3 | 1 | 0 | 2 | 61 | 92 | −31 | 2   |
| Macedonia de Nord | 3 | 0 | 0 | 3 | 57 | 99 | −42 | 0   |

| 23 martie 2018 17:00 | Germania | 34 - 16 | Lituania | Íþróttamiðstöð Vestmannaeyja, Vestmannaeyjar Asistență: 75 Arbitri: Smailagić, Smailagić |
| 23 martie 2018 17:00 | Berger 6 | (14-9)  | Šponė 8  | Íþróttamiðstöð Vestmannaeyja, Vestmannaeyjar Asistență: 75 Arbitri: Smailagić, Smailagić |
| 23 martie 2018 17:00 | 5× 2×    | Cronică | 1× 2×    | Íþróttamiðstöð Vestmannaeyja, Vestmannaeyjar Asistență: 75 Arbitri: Smailagić, Smailagić |

| 23 martie 2018 19:00 | Macedonia de Nord | 20 - 35 | Islanda         | Íþróttamiðstöð Vestmannaeyja, Vestmannaeyjar Asistență: 150 Arbitri: Sa, Sa |
| 23 martie 2018 19:00 | Gicevska 7        | (12-18) | Erlingsdóttir 7 | Íþróttamiðstöð Vestmannaeyja, Vestmannaeyjar Asistență: 150 Arbitri: Sa, Sa |
| 23 martie 2018 19:00 | 4× 1×             | Cronică | 3× 2×           | Íþróttamiðstöð Vestmannaeyja, Vestmannaeyjar Asistență: 150 Arbitri: Sa, Sa |

| 24 martie 2018 14:00 | Lituania               | 27 - 26 | Macedonia de Nord | Íþróttamiðstöð Vestmannaeyja, Vestmannaeyjar Asistență: 25 Arbitri: Smailagić, Smailagić |
| 24 martie 2018 14:00 | Sparnauskaitė, Šponė 5 | (10-14) | Gicevska 6        | Íþróttamiðstöð Vestmannaeyja, Vestmannaeyjar Asistență: 25 Arbitri: Smailagić, Smailagić |
| 24 martie 2018 14:00 | 4× 2×                  | Cronică | 6× 2×             | Íþróttamiðstöð Vestmannaeyja, Vestmannaeyjar Asistență: 25 Arbitri: Smailagić, Smailagić |

| 24 martie 2018 16:00 | Islanda    | 24 - 25 | Germania        | Íþróttamiðstöð Vestmannaeyja, Vestmannaeyjar Asistență: 200 Arbitri: Sa, Sa |
| 24 martie 2018 16:00 | Thompson 7 | (14-13) | Lott, Maidhof 5 | Íþróttamiðstöð Vestmannaeyja, Vestmannaeyjar Asistență: 200 Arbitri: Sa, Sa |
| 24 martie 2018 16:00 | 4×         | Cronică | 3× 2×           | Íþróttamiðstöð Vestmannaeyja, Vestmannaeyjar Asistență: 200 Arbitri: Sa, Sa |

| 25 martie 2018 10:30 | Macedonia de Nord | 11 - 37 | Germania | Íþróttamiðstöð Vestmannaeyja, Vestmannaeyjar Asistență: 40 Arbitri: Smailagić, Smailagić |
| 25 martie 2018 10:30 | Gicevska 4        | (5-17)  | Bayerl 8 | Íþróttamiðstöð Vestmannaeyja, Vestmannaeyjar Asistență: 40 Arbitri: Smailagić, Smailagić |
| 25 martie 2018 10:30 | 3× 1×             | Cronică | 3×       | Íþróttamiðstöð Vestmannaeyja, Vestmannaeyjar Asistență: 40 Arbitri: Smailagić, Smailagić |

| 25 martie 2018 12:30 | Islanda            | 32 - 18 | Lituania  | Íþróttamiðstöð Vestmannaeyja, Vestmannaeyjar Asistență: 125 Arbitri: Sa, Sa |
| 25 martie 2018 12:30 | Eradze, Jacobsen 6 | (19-8)  | Rimkutė 5 | Íþróttamiðstöð Vestmannaeyja, Vestmannaeyjar Asistență: 125 Arbitri: Sa, Sa |
| 25 martie 2018 12:30 | 4× 3×              | Cronică | 5× 2×     | Íþróttamiðstöð Vestmannaeyja, Vestmannaeyjar Asistență: 125 Arbitri: Sa, Sa |

### Grupa a 5-a
Grupa a 5-a este singura din care doar echipa clasată pe primul loc se va califica la turneul final. Meciurile acestei grupe ar fi trebuit găzduite de orașul Kragujevac, Serbia, dar au fost mutate la Belgrad din motive de securitate. După desfășurarea unei singure partide, Ministerul de Interne al Serbiei a decis să nu mai permită continuarea turneului de calificare.
| Echipa            | M | V | E | Î | GM | GP | G  | Pct |
| ----------------- | - | - | - | - | -- | -- | -- | --- |
| Norvegia          | 1 | 1 | 0 | 0 | 32 | 23 | +9 | 2   |
| Kosovo[a]         | 0 | 0 | 0 | 0 | 0  | 0  | 0  | 0   |
| Slovacia          | 1 | 0 | 0 | 1 | 23 | 32 | −9 | 0   |
| Serbia[b] (Gazdă) | 0 | 0 | 0 | 0 | 0  | 0  | 0  | 0   |

| 23 martie 2018 16:00 | Serbia  | [b] | Kosovo | BG Sport center Kovilovo, Belgrad Arbitri: Korja, Metsämäki |
| 23 martie 2018 16:00 | Cronică |     |        | BG Sport center Kovilovo, Belgrad Arbitri: Korja, Metsämäki |
| 23 martie 2018 16:00 |         |     |        | BG Sport center Kovilovo, Belgrad Arbitri: Korja, Metsämäki |

| 23 martie 2018 18:00 | Norvegia         | 32 - 23 | Slovacia    | BG Sport center Kovilovo, Belgrad Asistență: 0 Arbitri: Bíró, Kiss |
| 23 martie 2018 18:00 | Olsen, Reistad 7 | (14-12) | Némethová 9 | BG Sport center Kovilovo, Belgrad Asistență: 0 Arbitri: Bíró, Kiss |
| 23 martie 2018 18:00 | 3×               | Cronică | 3×          | BG Sport center Kovilovo, Belgrad Asistență: 0 Arbitri: Bíró, Kiss |

| 24 martie 2018 14:00 | Slovacia | [b] | Serbia | BG Sport center Kovilovo, Belgrad Arbitri: Bíró, Kiss |
| 24 martie 2018 14:00 | Cronică  |     |        | BG Sport center Kovilovo, Belgrad Arbitri: Bíró, Kiss |
| 24 martie 2018 14:00 |          |     |        | BG Sport center Kovilovo, Belgrad Arbitri: Bíró, Kiss |

| 24 martie 2018 16:00 | Kosovo  | [c] | Norvegia | BG Sport center Kovilovo, Belgrad Arbitri: Korja, Metsämäki |
| 24 martie 2018 16:00 | Cronică |     |          | BG Sport center Kovilovo, Belgrad Arbitri: Korja, Metsämäki |
| 24 martie 2018 16:00 |         |     |          | BG Sport center Kovilovo, Belgrad Arbitri: Korja, Metsämäki |

| 25 martie 2018 10:00 | Slovacia | [c] | Kosovo | BG Sport center Kovilovo, Belgrad Arbitri: Bíró, Kiss |
| 25 martie 2018 10:00 | Cronică  |     |        | BG Sport center Kovilovo, Belgrad Arbitri: Bíró, Kiss |
| 25 martie 2018 10:00 |          |     |        | BG Sport center Kovilovo, Belgrad Arbitri: Bíró, Kiss |

| 25 martie 2018 12:00 | Norvegia | [b] | Serbia | BG Sport center Kovilovo, Belgrad Arbitri: Korja, Metsämäki |
| 25 martie 2018 12:00 | Cronică  |     |        | BG Sport center Kovilovo, Belgrad Arbitri: Korja, Metsämäki |
| 25 martie 2018 12:00 |          |     |        | BG Sport center Kovilovo, Belgrad Arbitri: Korja, Metsämäki |

### Grupa a 6-a
Meciurile acestei grupe au fost găzduite de Insulele Faroe, la Hoyvík, și au fost difuzate în direct pe internet de canalul oficial YouTube al EHF.
| Echipa                 | M | V | E | Î | GM | GP | G  | Pct |
| ---------------------- | - | - | - | - | -- | -- | -- | --- |
| Slovenia               | 2 | 2 | 0 | 0 | 53 | 45 | +8 | 4   |
| Insulele Feroe (Gazdă) | 2 | 1 | 0 | 1 | 53 | 55 | −2 | 2   |
| Turcia                 | 2 | 0 | 0 | 2 | 48 | 54 | −6 | 0   |

| 23 martie 2018 19:00 | Insulele Feroe  | 24 - 28 | Slovenia         | Hoyvíkshøllin, Hoyvík Asistență: 231 Arbitri: Buțkevici, Buțkevici |
| 23 martie 2018 19:00 | Hansen, Weyhe 5 | (13-16) | Strnad, Zabjek 7 | Hoyvíkshøllin, Hoyvík Asistență: 231 Arbitri: Buțkevici, Buțkevici |
| 23 martie 2018 19:00 | 3×              | Cronică | 1×               | Hoyvíkshøllin, Hoyvík Asistență: 231 Arbitri: Buțkevici, Buțkevici |

| 24 martie 2018 19:00 | Slovenia | 25 - 21 | Turcia     | Hoyvíkshøllin, Hoyvík Asistență: 47 Arbitri: Buțkevici, Buțkevici |
| 24 martie 2018 19:00 | Strnad 6 | (16-10) | Karaçam 10 | Hoyvíkshøllin, Hoyvík Asistență: 47 Arbitri: Buțkevici, Buțkevici |
| 24 martie 2018 19:00 | 3×       | Cronică | 4× 3×      | Hoyvíkshøllin, Hoyvík Asistență: 47 Arbitri: Buțkevici, Buțkevici |

| 25 martie 2018 19:00 | Turcia     | 27 - 29 | Insulele Feroe | Hoyvíkshøllin, Hoyvík Asistență: 216 Arbitri: Buțkevici, Buțkevici |
| 25 martie 2018 19:00 | Gündoğdu 7 | (14-17) | Weyhe 13       | Hoyvíkshøllin, Hoyvík Asistență: 216 Arbitri: Buțkevici, Buțkevici |
| 25 martie 2018 19:00 | 5× 3×      | Cronică | 4× 2×          | Hoyvíkshøllin, Hoyvík Asistență: 216 Arbitri: Buțkevici, Buțkevici |

### Grupa a 7-a
Meciurile acestei grupe au fost găzduite de Muntenegru, la Podgorica. La orele de desfășurare a meciurilor a fost disponibil un live ticker.
| Echipa             | M | V | E | Î | GM | GP | G   | Pct |
| ------------------ | - | - | - | - | -- | -- | --- | --- |
| Muntenegru (Gazdă) | 2 | 2 | 0 | 0 | 54 | 31 | +23 | 4   |
| Elveția            | 2 | 0 | 1 | 1 | 35 | 44 | −9  | 1   |
| Grecia             | 2 | 0 | 1 | 1 | 32 | 46 | −14 | 1   |

| 23 martie 2018 20:00 | Grecia       | 14 - 28 | Muntenegru  | Verde Complex, Podgorica Asistență: 350 Arbitri: Duplîi, Kaverina |
| 23 martie 2018 20:00 | Amanatidou 3 | (7-15)  | Novaković 6 | Verde Complex, Podgorica Asistență: 350 Arbitri: Duplîi, Kaverina |
| 23 martie 2018 20:00 | 4× 3×        | Cronică | 4× 2× 1×    | Verde Complex, Podgorica Asistență: 350 Arbitri: Duplîi, Kaverina |

| 24 martie 2018 18:00 | Elveția | 18 - 18 | Grecia  | Verde Complex, Podgorica Asistență: 100 Arbitri: Duplîi, Kaverina |
| 24 martie 2018 18:00 | Stutz 4 | (7-7)   | Mania 5 | Verde Complex, Podgorica Asistență: 100 Arbitri: Duplîi, Kaverina |
| 24 martie 2018 18:00 | 3× 2×   | Cronică | 3× 2×   | Verde Complex, Podgorica Asistență: 100 Arbitri: Duplîi, Kaverina |

| 25 martie 2018 20:00 | Muntenegru  | 26 - 17 | Elveția | Verde Complex, Podgorica Asistență: 500 Arbitri: Duplîi, Kaverina |
| 25 martie 2018 20:00 | Novaković 8 | (12-7)  | Stutz 5 | Verde Complex, Podgorica Asistență: 500 Arbitri: Duplîi, Kaverina |
| 25 martie 2018 20:00 | 3× 2×       | Cronică | 3× 2×   | Verde Complex, Podgorica Asistență: 500 Arbitri: Duplîi, Kaverina |

## Clasamentul marcatoarelor
Actualizat pe data de 25 martie 2018:
| Poz. | Nume               | Goluri | Meciuri |
| ---- | ------------------ | ------ | ------- |
| 1    | Veronika Galušková | 24     | 3       |
| 2    | Nina Neidhart      | 21     | 3       |
| 2    | Sorina Tîrcă       | 21     | 3       |